# روزی‌کلر (ایلینوی)
روزی‌کلر، ایلینوی (به انگلیسی: Rosiclare, Illinois) یک شهر در ایالات متحده آمریکا با جمعیت ۱٬۲۱۳ نفر است که در ایلی‌نوی واقع شده‌است.

## موقعیت جغرافیایی
موقعیت جغرافیایی شهرها و مناطق اطراف به شرح زیر است: